# ロッテグループ
ロッテグループ（朝: 롯데그룹、英: LOTTE Group）は、1948年に在日韓国人重光武雄が設立した株式会社ロッテを基に、日本のロッテホールディングスと、韓国のロッテ持株（朝: 롯데지주 주식회사）で構成される企業グループ。
日韓基本条約による韓国との国交回復（1965年）後に韓国へ進出、2015年現在グループの売り上げの9割以上は韓国となっている。グループ会長は重光昭夫（ロッテ持株では2011年、ロッテホールディングスでは2020年から）。

## 日本のロッテグループ
以下は日本国内における主なもの。※は現在ロッテホールディングス傘下会社。
- 株式会社ロッテホールディングス
- 株式会社ロッテホテル[2]
- 株式会社ロッテシティホテル
- 株式会社光潤社（包装資材をロッテグループ各社に販売しているとされるが、ロッテホールディングスの筆頭株主であり、実態は創業家の持株会社とされる）
- ロッテ商事株式会社（2018年（平成30年）4月1日付でロッテ本体に吸収合併）
- 株式会社ロッテアイス（2018年（平成30年）4月1日付でロッテ本体に吸収合併）
2008年（平成20年）4月にロッテ冷菓株式会社とロッテスノー株式会社（旧雪印乳業冷菓事業部）が合併。
- ※株式会社千葉ロッテマリーンズ（ プロ野球、パシフィック・リーグ所属球団。1950年に毎日オリオンズとして創設。ロッテは1969年に業務提携し、1971年シーズン前に買収して正式参入。業務提携から1992年までの名称はロッテオリオンズ）
- ※ロッテ健康産業株式会社（ホカロン（携帯用カイロ）、コラーゲン10000。旧ロッテ電子工業とロッテ本体の健康食品事業を統合）
- ※クリスピー・クリーム・ドーナツ・ジャパン株式会社（ファストフード）
- ※ロッテ物産株式会社
- 株式会社ロッテサービス
- ロッテデータセンター株式会社（2008年（平成20年）4月1日付でロッテ本体に吸収合併）
- ロッテ物流株式会社（2008年（平成20年）4月1日付でロッテ本体に吸収合併）
- ロッテ不動産株式会社
- 株式会社ロッテ建設（建設業）
- 株式会社ロッテリース
- 株式会社ロッテ・アド（2008年（平成20年）10月1日付でロッテ本体に業務移管）
- 株式会社銀座コージーコーナー
- ※ロッテ酒類ジャパン株式会社
- 日本食品販売株式会社
- ※株式会社ファミリー
- みどり商事株式会社

## 韓国のロッテグループ
大韓民国では、ソウル特別市にあるロッテ百貨店・ロッテホテル・ロッテワールド（テーマパーク）の三施設を中核としたサービス業を中心にその事業分野は非常に多岐にわたり、「ロッテ財閥」を形成している。百貨店業界では世界5位、製菓業界ではアジア1位、ホテル業界ではアジア3位、ホームショッピング（通信販売）でアジア1位、石油化学業界で世界10位など韓国でも有数の巨大財閥であり、韓国国内でもサムスン、SK、LG、現代に次いで5番目に大きな財閥となっている。
これはロッテの創業者で、韓国の慶尚南道蔚山郡（現在：蔚山広域市）出身の重光武雄（辛格浩、신격호）が、日本のロッテの収益を資金にして、1965年の日韓国交正常化を期に、母国の韓国に韓国ロッテグループを発足させ、日本以上の巨大企業グループに成長させたからである。ロッテグループの関係者はこのことについて、「韓国ロッテ設立時から日本で稼いだ金を韓国に投資し始めたが、韓国で稼いだ金は一度も日本に持って行くことはなかった」と語っている。韓国でのホテル業の開業については、日本の帝国ホテルをモデルにしたとも明らかにしている。
こうした創業家の出自から、近年のロッテの日本市場向けのCMのキャストに韓流スターを中心に起用したり、日本市場向け商品のキャンペーンの景品に韓国ロッテが保有する韓国内のリゾート施設旅行を採用したり、日本人観光客を韓国に呼び寄せるためにWEB上でni-KOREA（ニッコリア）という韓国総合観光情報サイトのプロデュースを行っている。逆に韓国国内ではファーストリテイリングやキヤノン、アサヒグループホールディングスなどの日本企業と合弁会社（現地法人）を設立していることが多く、2019年に発生した日韓貿易紛争による韓国国内の日本製品不買運動ではこれらの現地法人が減収するなどの打撃を受ける事になった。
「菓子メーカー及びプロ野球球団（千葉ロッテマリーンズ）のイメージの強い日本では想像がつかないほどの巨大財閥となった韓国ロッテはもはや日本のロッテと切り離して考えるのが妥当である」との見方もあるようであるが、創業家が率いるロッテホールディングスが日本ロッテグループと韓国ロッテグループの多くの企業を統括しており、ロッテグループ全体は創業家を中心とした多国籍企業となっている。

### 経営紛争、秘密資金疑惑
2011年に創業者・重光武雄の次男である重光昭夫（辛東彬）が会長に昇進し、2代目経営体制に移行した。日本ロッテグループは武雄の長男である重光宏之（辛東主）が会長として統括していたが、2015年1月にロッテホールディングス取締役副会長職を解任され、事実上経営陣から放逐された。
2016年には裏金疑惑が浮上し、韓国の検察庁が捜査を初めたが、2016年8月、同社の李仁源副会長が自殺し、捜査が難航している。
2016年6月12日、一連の騒動の中でロッテグループは、韓国ロッテが1967年に設立されて以降2004年まで日本のロッテに配当を支払っていなかったという事実を、報道資料を通して明らかにした。
それによると2005年、日本の国税庁が日本ロッテに「38年間で2000億円を韓国に投資したのに1銭も日本に配当がない」という趣旨の指摘をし、それから日本側に配当を始めたということである。
2020年4月1日に、日本のロッテホールディングスの会長に重光昭夫が就任。韓国に続いて日本でも会長となり、グループの経営権を握った。

### 韓国法人
- ロッテ百貨店
- ロッテホテル
- ロッテ製菓（韓国）
- ロッテショッピング(株)
- 株式会社エフアールエル・コリア（ロッテショッピングとファーストリテイリングとの合弁企業。ユニクロの韓国法人）[4][7]
- (株)ロッテドットコム
- ロッテ物産(株)
- ロッテマート
- ロッテロジスティックス(株)
- ロッテ駅舎(株)
- ロッテスカイヒルC.C.(株)
- ロッテ商事(株)
- (株)ウリホームショッピング
- ロッテ七星飲料(株)（ペプシ社などと提携）
- (株)ロッテアサヒ酒類（ロッテ七星飲料とアサヒグループホールディングスとの合弁企業。アサヒビールの輸入代理店）[6][13]
- (株)ロッテフード
- ロッテフレッシュデリカ(株)
- ロッテブランジェリー
- ロッテ製薬
- (株)フードスター
- 株式会社ウェルガ
- キヤノンコリアビジネスソリューションズ（キヤノンとの合弁。旧商号ロッテキヤノン）[5]
- ロッテワールド、第2ロッテワールドタワー（韓国のテーマパーク）
- 大弘企画（広告代理店）
- ロッテケミカル(株)
- ロッテ建設
- ロッテレンタカー
- ロッテレンタルー
- (株)ロッテ機工
- ロッテアルミニウム(株)
- ロッテカード(株)
- ロッテキャピタル(株)
- ロッテ損害保険(株)
- Mybi (eb card)
- ハイマート
- ロッテ資産開発(株)
- (株)コリアセブン（セブン-イレブン韓国法人）
- 韓国ミニストップ（2022年3月にイオングループから買収）[14]
- 韓国富士フイルム（富士フイルム韓国法人）
- ロッテ・ジャイアンツ（釜山広域市にホームを置くプロ野球チーム）
- ロッテ・ジェイティービー（旅行代理店。ジェイティービーとの合弁）[15]
- ロッテ酒類（斗山の酒類事業を2009年に買収して設立）
- MUJIコリア（ロッテショッピングと良品計画との合弁企業。無印良品の韓国法人）[16]

### 複雑な循環出資構造
韓国では財閥傘下の企業同士による相互出資（株式の持ち合い）が「相互出資制限企業集団」として禁止されている。そのため、ロッテを含む各企業グループではA社→B社→C社→A社という形で出資することで株式を持ち合う「循環出資」を行うことで財閥を形成している。特にロッテの循環出資構造は、韓国の大企業集団の中で最も複雑である。
韓国の公正取引委員会（公正去来委員会）の調査によると、2013年4月1日現在、合計43個の環が形成されている。循環出資で中心的な役割をする関連会社に、ロッテショッピング、ホテルロッテ、ロッテ製菓、ロッテケミカルがある。最も重要なロッテショッピングの大株主は、28.58%を保有している重光武雄総括会長とその親族であり、2番の大株主は8.8%を保有するホテルロッテである。以下の表は、2013年4月1日を基準として公正取引委員会によって作成された表である。2013年6月現在、ロッテショッピングが保有中だった一部系列会社の持分を売却し、大弘企画がこの持分を買いとったことで、さらに複雑な構造が現れた。
これについて、創業者重光武雄の次男でロッテホールディングス副会長と韓国ロッテグループ会長を務める昭夫は「ロッテは韓国の企業だ」と強調。日本で得た収益を韓国に投資するという武雄の一念で韓国ロッテが設立されたことを説明した。
| 回 | 第1段階            | →     | 第2段階                | →     | 第3段階            | →     | 第4段階            | →     | 第5段階            | →     | 第6段階            | →    | 第7段階            | →     | 第8段階            | →     | 第9段階            | →    | 第10段階           |
| -- | ------------------ | ----- | ---------------------- | ----- | ------------------ | ----- | ------------------ | ----- | ------------------ | ----- | ------------------ | ---- | ------------------ | ----- | ------------------ | ----- | ------------------ | ---- | ------------------ |
| 1  | ロッテショッピング | 25.0% | ロッテ駅舎             | 2.2%  | ロッテ建設         | 1.0%  | ロッテショッピング |       |                    |       |                    |      |                    |       |                    |       |                    |      |                    |
| 2  | ロッテショッピング | 3.4%  | ロッテフード           | 7.5%  | ロッテ駅舎         | 2.2%  | ロッテ建設         | 1.0%  | ロッテショッピング |       |                    |      |                    |       |                    |       |                    |      |                    |
| 3  | ロッテショッピング | 92.5% | ロッテカード           | 1.5%  | ロッテ七星飲料     | 9.3%  | ロッテフード       | 7.5%  | ロッテ駅舎         | 2.2%  | ロッテ建設         | 1.0% | ロッテショッピング |       |                    |       |                    |      |                    |
| 4  | ロッテショッピング | 22.4% | ロッテキャピタル       | 4.6%  | ロッテカード       | 1.5%  | ロッテ七星飲料     | 9.3%  | ロッテフード       | 7.5%  | ロッテ駅舎         | 2.2% | ロッテ建設         | 1.0%  | ロッテショッピング |       |                    |      |                    |
| 5  | ロッテショッピング | 25.0% | ロッテ駅舎             | 2.2%  | ロッテ建設         | 1.3%  | ロッテ製菓         | 7.9%  | ロッテショッピング |       |                    |      |                    |       |                    |       |                    |      |                    |
| 6  | ロッテショッピング | 3.4%  | ロッテフード           | 7.5%  | ロッテ駅舎         | 2.2%  | ロッテ建設         | 1.3%  | ロッテ製菓         | 7.9%  | ロッテショッピング |      |                    |       |                    |       |                    |      |                    |
| 7  | ロッテショッピング | 92.5% | ロッテカード           | 1.5%  | ロッテ七星飲料     | 9.3%  | ロッテフード       | 7.5%  | ロッテ駅舎         | 2.2%  | ロッテ建設         | 1.3% | ロッテ製菓         | 7.9%  | ロッテショッピング |       |                    |      |                    |
| 8  | ロッテショッピング | 22.4% | ロッテキャピタル       | 4.6%  | ロッテカード       | 1.5%  | ロッテ七星飲料     | 9.3%  | ロッテフード       | 7.5%  | ロッテ駅舎         | 2.2% | ロッテ建設         | 1.3%  | ロッテ製菓         | 7.9%  | ロッテショッピング |      |                    |
| 9  | ロッテショッピング | 34.0% | 大弘企画               | 28.1% | ロッテ情報通信     | 4.8%  | ロッテショッピング |       |                    |       |                    |      |                    |       |                    |       |                    |      |                    |
| 10 | ロッテショッピング | 15.0% | ロッテ商事             | 56.8% | 韓国富士フイルム   | 3.5%  | 大弘企画           | 28.1% | ロッテ情報通信     | 4.8%  | ロッテショッピング |      |                    |       |                    |       |                    |      |                    |
| 11 | ロッテショッピング | 4.6%  | ロッテロジスティックス | 13.7% | ロッテ商事         | 56.8% | 韓国富士フイルム   | 3.5%  | 大弘企画           | 28.1% | ロッテ情報通信     | 4.8% | ロッテショッピング |       |                    |       |                    |      |                    |
| 12 | ロッテショッピング | 25.0% | ロッテ駅舎             | 2.2%  | ロッテ建設         | 1.3%  | ロッテ製菓         | 6.4%  | ロッテ情報通信     | 4.8%  | ロッテショッピング |      |                    |       |                    |       |                    |      |                    |
| 13 | ロッテショッピング | 3.4%  | ロッテフード           | 7.5%  | ロッテ駅舎         | 2.2%  | ロッテ建設         | 1.3%  | ロッテ製菓         | 6.4%  | ロッテ情報通信     | 4.8% | ロッテショッピング |       |                    |       |                    |      |                    |
| 14 | ロッテショッピング | 92.5% | ロッテカード           | 1.5%  | ロッテ七星飲料     | 9.3%  | ロッテフード       | 7.5%  | ロッテ駅舎         | 2.2%  | ロッテ建設         | 1.3% | ロッテ製菓         | 6.4%  | ロッテ情報通信     | 4.8%  | ロッテショッピング |      |                    |
| 15 | ロッテショッピング | 22.4% | ロッテキャピタル       | 4.6%  | ロッテカード       | 1.5%  | ロッテ七星飲料     | 9.3%  | ロッテフード       | 7.5%  | ロッテ駅舎         | 2.2% | ロッテ建設         | 1.3%  | ロッテ製菓         | 6.4%  | ロッテ情報通信     | 4.8% | ロッテショッピング |
| 16 | ロッテショッピング | 38.7% | ロッテリア             | 34.5% | ロッテ情報通信     | 4.8%  | ロッテショッピング |       |                    |       |                    |      |                    |       |                    |       |                    |      |                    |
| 17 | ロッテショッピング | 12.0% | ロッテアルミニウム     | 2.6%  | 韓国富士フイルム   | 7.9%  | ロッテショッピング |       |                    |       |                    |      |                    |       |                    |       |                    |      |                    |
| 18 | ロッテショッピング | 38.7% | ロッテリア             | 2.0%  | ロッテアルミニウム | 2.6%  | 韓国富士フイルム   | 7.9%  | ロッテショッピング |       |                    |      |                    |       |                    |       |                    |      |                    |
| 19 | ロッテショッピング | 12.0% | ロッテアルミニウム     | 9.2%  | ロッテ建設         | 6.0%  | ロッテ商事         | 56.8% | 韓国富士フイルム   | 7.9%  | ロッテショッピング |      |                    |       |                    |       |                    |      |                    |
| 20 | ロッテショッピング | 38.7% | ロッテリア             | 2.0%  | ロッテアルミニウム | 9.2%  | ロッテ建設         | 6.0%  | ロッテ商事         | 56.8% | 韓国富士フイルム   | 7.9% | ロッテショッピング |       |                    |       |                    |      |                    |
| 21 | ロッテショッピング | 25.0% | ロッテ駅舎             | 2.2%  | ロッテ建設         | 6.0%  | ロッテ商事         | 56.8% | 韓国富士フイルム   | 7.9%  | ロッテショッピング |      |                    |       |                    |       |                    |      |                    |
| 22 | ロッテショッピング | 3.4%  | ロッテフード           | 7.5%  | ロッテ駅舎         | 2.2%  | ロッテ建設         | 6.0%  | ロッテ商事         | 56.8% | 韓国富士フイルム   | 7.9% | ロッテショッピング |       |                    |       |                    |      |                    |
| 23 | ロッテショッピング | 92.5% | ロッテカード           | 1.5%  | ロッテ七星飲料     | 9.3%  | ロッテフード       | 7.5%  | ロッテ駅舎         | 2.2%  | ロッテ建設         | 6.0% | ロッテ商事         | 56.8% | 韓国富士フイルム   | 7.9%  | ロッテショッピング |      |                    |
| 24 | ロッテショッピング | 22.4% | ロッテキャピタル       | 4.6%  | ロッテカード       | 1.5%  | ロッテ七星飲料     | 9.3%  | ロッテフード       | 7.5%  | ロッテ駅舎         | 2.2% | ロッテ建設         | 6.0%  | ロッテ商事         | 56.8% | 韓国富士フイルム   | 7.9% | ロッテショッピング |
| 25 | ロッテショッピング | 12.0% | ロッテアルミニウム     | 8.4%  | ロッテ七星飲料     | 5.0%  | 韓国富士フイルム   | 7.9%  | ロッテショッピング |       |                    |      |                    |       |                    |       |                    |      |                    |
| 26 | ロッテショッピング | 38.7% | ロッテリア             | 2.0%  | ロッテアルミニウム | 8.4%  | ロッテ七星飲料     | 5.0%  | 韓国富士フイルム   | 7.9%  | ロッテショッピング |      |                    |       |                    |       |                    |      |                    |
| 27 | ロッテショッピング | 92.5% | ロッテカード           | 1.5%  | ロッテ七星飲料     | 5.0%  | 韓国富士フイルム   | 7.9%  | ロッテショッピング |       |                    |      |                    |       |                    |       |                    |      |                    |
| 28 | ロッテショッピング | 22.4% | ロッテキャピタル       | 4.6%  | ロッテカード       | 1.5%  | ロッテ七星飲料     | 5.0%  | 韓国富士フイルム   | 7.9%  | ロッテショッピング |      |                    |       |                    |       |                    |      |                    |
| 29 | ロッテショッピング | 12.0% | ロッテアルミニウム     | 8.4%  | ロッテ七星飲料     | 3.9%  | ロッテショッピング |       |                    |       |                    |      |                    |       |                    |       |                    |      |                    |
| 30 | ロッテショッピング | 38.7% | ロッテリア             | 2.0%  | ロッテアルミニウム | 8.4%  | ロッテ七星飲料     | 3.9%  | ロッテショッピング |       |                    |      |                    |       |                    |       |                    |      |                    |
| 31 | ロッテショッピング | 92.5% | ロッテカード           | 1.5%  | ロッテ七星飲料     | 3.9%  | ロッテショッピング |       |                    |       |                    |      |                    |       |                    |       |                    |      |                    |
| 32 | ロッテショッピング | 22.4% | ロッテキャピタル       | 4.6%  | ロッテカード       | 1.5%  | ロッテ七星飲料     | 3.9%  | ロッテショッピング |       |                    |      |                    |       |                    |       |                    |      |                    |
| 33 | ロッテショッピング | 15.0% | ロッテ商事             | 56.8% | 韓国富士フイルム   | 7.9%  | ロッテショッピング |       |                    |       |                    |      |                    |       |                    |       |                    |      |                    |
| 34 | ロッテショッピング | 34.0% | 大弘企画               | 1.1%  | ロッテ商事         | 56.8% | 韓国富士フイルム   | 7.9%  | ロッテショッピング |       |                    |      |                    |       |                    |       |                    |      |                    |
| 35 | ロッテショッピング | 4.6%  | ロッテロジスティックス | 13.7% | ロッテ商事         | 56.8% | 韓国富士フイルム   | 7.9%  | ロッテショッピング |       |                    |      |                    |       |                    |       |                    |      |                    |
| 36 | ロッテリア         | 2.0%  | ロッテアルミニウム     | 6.2%  | ロッテ建設         | 1.3%  | ロッテ製菓         | 13.6% | ロッテリア         |       |                    |      |                    |       |                    |       |                    |      |                    |
| 37 | ロッテリア         | 2.0%  | ロッテアルミニウム     | 15.3% | ロッテ製菓         | 13.6% | ロッテリア         |       |                    |       |                    |      |                    |       |                    |       |                    |      |                    |
| 38 | ロッテリア         | 2.0%  | ロッテアルミニウム     | 6.2%  | ロッテ建設         | 1.3%  | ロッテ製菓         | 11.4% | ロッテ七星飲料     | 1.3%  | ロッテリア         |      |                    |       |                    |       |                    |      |                    |
| 39 | ロッテリア         | 2.0%  | ロッテアルミニウム     | 15.3% | ロッテ製菓         | 11.4% | ロッテ七星飲料     | 1.3%  | ロッテリア         |       |                    |      |                    |       |                    |       |                    |      |                    |
| 40 | ロッテリア         | 2.0%  | ロッテアルミニウム     | 8.4%  | ロッテ七星飲料     | 1.3%  | ロッテリア         |       |                    |       |                    |      |                    |       |                    |       |                    |      |                    |
| 41 | ロッテ製菓         | 8.9%  | ロッテ駅舎             | 2.2%  | ロッテ建設         | 1.3%  | ロッテ製菓         |       |                    |       |                    |      |                    |       |                    |       |                    |      |                    |
| 42 | 韓国富士フイルム   | 3.5%  | 大弘企画               | 1.1%  | ロッテ商事         | 56.8% | 韓国富士フイルム   |       |                    |       |                    |      |                    |       |                    |       |                    |      |                    |
| 43 | ロッテフード       | 1.2%  | ロッテキャピタル       | 4.6%  | ロッテカード       | 1.5%  | ロッテ七星飲料     | 9.3%  | ロッテフード       |       |                    |      |                    |       |                    |       |                    |      |                    |

## 日本・韓国以外の法人
2020年現在。ロッテでは、日本・韓国以外の法人を海外グループと呼称している。

### 現在の法人
| 国名             | 現地法人名                                | 設立      |
| ---------------- | ----------------------------------------- | --------- |
| アメリカ合衆国   | ロッテU.S.A                               | 1978年9月 |
| 中華民国（台湾） | 台湾楽天製菓（台湾ロッテ製菓）            | 2005年5月 |
| タイ             | タイロッテ                                | 1989年1月 |
| ベトナム         | ロッテベトナム                            | 1996年3月 |
| インドネシア     | ロッテインドネシア                        | 1993年6月 |
| フィリピン       | ロッテコンフェクショナリー フィリピーナス | 2009年1月 |
| ポーランド       | ロッテヴェデル                            | 1851年    |

### 過去の法人
| 国名         | 現地法人名                                 | 設立       |
| ------------ | ------------------------------------------ | ---------- |
| 中国         | 楽天食品（ロッテ食品）                     | 1994年8月  |
| 中国         | 楽天投資（ロッテキャピタル）               | 2007年3月  |
| マレーシア   | ロッテマレーシア                           | 2008年10月 |
| インドネシア | ロッテトレードアンドディストリビューション | 2008年12月 |